# Rhabdoblennius papuensis
Rhabdoblennius papuensis es una especie de pez de la familia Blenniidae en el orden de los Perciformes.

## Morfología
• Los machos pueden llegar alcanzar los 3,9 cm de longitud total.

## Reproducción
Es ovíparo.

## Hábitat
Es un pez de mar y de clima tropical  que vive entre 0-1 m de profundidad.

## Distribución geográfica
Se encuentra en Papúa Nueva Guinea.